# کوبی بل
کوبی اسکات بل (به انگلیسی: Coby Scott Bell) (زادهٔ ۱۱ مه ۱۹۷۵) یک هنرپیشه و تهیه‌کننده آمریکایی است. او را بیشتر برای بازی در نقش یک فوتبالیست به نام جیسون پیتز در سریال شبکه سی دابلیو به نام بازی می‌شناسند. او هم‌اکنون در حال بازی در سریال شبکه یواس‌ای نتورک به نام مهره سوخته در نقش جسی پورتر است.

## زندگی
بل در اورنج کانتری در کالیفرنیا از یک مادر آمریکایی و یک پدر آمریکایی آفریقایی‌تبار متولد شد. پدرش مایکل بل بازیگر تئاتر بود. کوبی قبل از شروع به بازیگری به دانشگاه ایالتی سن‌خوزه رفت و با افتخار از آنجا فارغ‌التحصیل شد.
او در ژوئن ۲۰۱۰ به جمع بازیگران مجموعه تلویزیونی شبکه یواس‌ای نتورک به نام مهره سوخته اضافه شد تا در نقش یک مامور سابق سازمان اطلاعات به نام جسی پورتر بازی کند.
بل با اویس پینکنی-بل ازدواج کرده و چهار فرزند دوقلو به نام‌های جینا، الی، سری و کویین دارد.
او یک موزیسین نیز هست و در یک گروه موسیقی عضو است. بل در انتخابات ریاست جمهوری سال ۲۰۰۹ از باراک اوباما حمایت کرد.

## فیلم‌شناسی
| فیلم        | فیلم                | فیلم               | فیلم                      |
| سال         | فیلم                | نقش                | توضیحات                   |
| ----------- | ------------------- | ------------------ | ------------------------- |
| ۲۰۰۵        | خیابان رویایی       |                    | کولبی بل                  |
| ۲۰۰۶        | رانندگی زیبا        | رنی لیلس           | تهیه‌کننده                 |
| ۲۰۰۷        | مسابقه در محله ۵۱   | جود                |                           |
| ۲۰۰۸        | توپ دروغ نمیگه      |                    |                           |
| ۲۰۰۸        | گلها و علف‌ها        | تایلر              | صدا                       |
| تلویزیون    |                     |                    |                           |
| سال         | عنوان               | نقش                | توضیحات                   |
| ۱۹۹۷        | والدین هود          | دویگیان            | فصل ۴ قسمت پدر وندل       |
| ۱۹۹۷        | بافی قاتل خون‌آشام‌ها | مرد جوان           |                           |
| ۱۹۹۷        | ای‌آر                | برت نیکلسون        |                           |
| ۱۹۹۷–۱۹۹۸   | پسر باهوش           | گرت آنتونی ویلیامز |                           |
| ۱۹۹۸–۱۹۹۹   | دکترهای ال ای       | پاتریک اون         | ۱۳ قسمت                   |
| ۱۹۹۹        | ای تی اف            | مامور دینکو بیتز   | فیلم تلویزیونی            |
| ۱۹۹۹–۲۰۰۵   | دیدبان سوم          | افسر تایرون دیویس  | ۱۳۰ قسمت                  |
| ۲۰۰۵        | نصف و نصف           | گلن                | ۳ قسمت                    |
| ۲۰۰۶        | دوست دخترها         | جیسون              |                           |
| ۲۰۰۶–تاکنون | بازی                | جیسون پیتز         | ۶۴ قسمت                   |
| ۲۰۰۷        | سی‌اس‌آی: میامی       | تونی دکر           |                           |
| ۲۰۱۰        | آرچر                | کانوی استرن        |                           |
| ۲۰۰۹–تاکنون | مهره سوخته          | جسی پورتر          | بازیگر اصلی از فصل ۴ تا ۷ |
| ۲۰۱۷        | با استعداد          | ترنر               | نقش اصلی                  |